# RPN/HMA
Ručno pravljeni nakit / Hands made acesoris je srpska humoristična stranica koja se prvo pojavila na fejsbuku 15. oktobra 2013. godine, kao parodija na sve stranice koje prodaju ručno izrađeni nakit. Osim na fejsbuku imaju svoj veb sajt i jako popularan instagram profil, sa preko 200.000 pratilaca. Ono što karakteriše stranicu jesu namerne pravopisne greške i česta upotreba slova "Y".

## Maskota stranice
Maskota stranice je Nakita, vlasnica kompanije koja vodi ovu stranicu. Svoje pratioce naziva svojim biserima, koji su joj i dali ime Nakita. Ona je najbogatija žena na svetu i ne voli popuste, njen verenik je Kim Džong Un. Njen ljubimac i desna ruka je Bandbi, maleno lane koje pomaže Nakiti oko organizacije konkursa kao što su: "Izbor za miss Jelke", "Izbor najlepšeg kupaćeg kostima", "Izbor za miss dobro jutro objave", "Izbor za miss frizure" i slično, koji se održavaju par puta godišnje.
Od 2017 godine im se pridružuje još jedan član, a to je veverica Danica. Ona je vidovnjakinja koja predviđa budućnost biserima, i razume se u horoskop. Radi na rubrikama "Modni žiry" (Danica ocenjuje stil poznatih i dodeljuje im žirove) i "Pitajte Danicu".